# Леонид (Филь)
Епи́скоп Леони́д (в миру Феодо́сий Митрофа́нович Филь; род. 2 сентября 1960, село Нестеровцы, Дунаевецкий район, Хмельницкая область) — епископ Русской Православной Церкви, епископ Туровский и Мозырский.

## Биография
Родился 2 сентября 1960 года в селе Нестеровцы Дунаевецкого района Хмельницкой области Украины в православной крестьянской семье.
С 1967 по 1977 год обучался в Нестеровецкой средней школе. С 1978 по 1980 год проходил действительную срочную службу в рядах Советской армии.
В 1981 году поступил, а в 1985 году окончил Московскую духовную семинарию со степенью бакалавра богословия. В этом же году поступил в Московскую духовную академию.
8 марта 1987 года пострижен в монашество инспектором МДАиС архимандритом Георгием, с именем Леонид, в честь преподобного Леонида Устьнедумского.
20 марта 1987 года рукоположён в сан иеродиакона архиепископом Дмитровским Александром, ректором МДАиС, а 12 июля 1987 года рукоположён в сан иеромонаха.
В 1989 году окончил полный курс Московской духовной академии и был утвержден в должности помощника инспектора и преподавателя регентской школы при МДА.
В 1990 году назначен старшим помощником инспектора и преподавателем вновь открывшейся Минской духовной семинарии.
1 сентября 1992 года возведен в сан игумена митрополитом Минским и Слуцким Филаретом, и назначен на должность инспектора Минской духовной семинарии.
14 июня 1996 года возведен в сан архимандрита митрополитом Минским и Слуцким Филаретом, Патриаршим Экзархом всея Беларуси.
Решением Синода Белорусской Православной Церкви от 3 августа 1996 года назначен ректором Минской духовной семинарии.
В 1997 году постановлением Совета Московских Духовных Академии и Семинарии за диссертацию на тему «Пастырство в Русской Православной Церкви в XIV—XV вв.» была присуждена ученая степень кандидата богословия.
Решением Синода Белорусской Православной Церкви от 14 декабря 1997 года и Священного Синода Московского Патриархата от 26 декабря 1997 года назначен ректором Минской духовной академии.
Постановлением Ученого Совета Минской духовной академии от 2-4 октября 2000 года присвоено ученое звание доцента Минской духовной академии.
С 2001 года — в составе редколлегии сборника «Богословские труды».
Решением Священного Синода от 27 декабря 2007 года назначен епископом Речицким, викарием Гомельской епархии.
11 февраля 2008 года в Жировицком монастыре был наречён в сан епископа. 12 февраля 2008 года там же хиротонисан в сан епископа Речицкого, викария Гомельской епархии там же. Хиротонию совершили: митрополит Минский и Слуцкий Филарет (Вахромеев), архиепископ Витебский и Оршанский Димитрий (Дроздов), архиепископ Пинский и Лунинецкий Стефан (Корзун), архиепископ Гомельский и Жлобинский Аристарх (Станкевич), архиепископ Верейский Евгений (Решетников), архиепископ Винницкий и Могилёв-Подольский Симеон (Шостацкий), архиепископ Новогрудский и Лидский Гурий (Апалько), архиепископ Вышгородский Павел (Лебедь), архиепископ Полоцкий и Глубокский Феодосий (Бильченко), архиепископ Нижегородский и Арзамасский Георгий (Данилов), епископы Друцкий Петр (Карпусюк), епископ Гродненский и Волковысский Артемий (Кищенко), епископ Белостокский и Гданьский Иаков (Костючук) (Польская православная церковь), епископ Могилёвский и Мстиславский Софроний (Ющук), епископ Брестский и Кобринский Иоанн (Хома), епископ Вяземский Игнатий (Пунин), епископ Туровский и Мозырский Стефан (Нещерет), епископ Бориспольский Антоний (Паканич), Бобруйский и Быховский Серафим (Белоножко)
Решением Священного Синода от 7 июня 2012 назначен Преосвященным Туровским и Мозырским.

## Награды
Церковные:
- 1999 ― орден св. блгв. князя Даниила Московского III степени;
- 2000 ― орден преп. Сергия Радонежского III степени;
- 2006 ― медаль Белорусской Православной Церкви святителя Кирилла Туровского;
- 2010 — орден прп. Сергия Радонежского II ст.;[5]
- медаль преп. Сергия Радонежского II степени;
- медаль преп. Сергия Радонежского I степени.

Светские:
- 2003 ― почетная грамота Комитета по делам религий и национальностей при Совете Министров Беларуси.